# 안동 용수사 소장 용산지
안동 용수사 소장 용산지(安東 龍壽寺 所藏 龍山誌)는 경상북도 안동시 도산면, 용수사에 있는 책이다. 2020년 1월 13일 경상북도의 유형문화재 제551호로 지정되었다.

## 지정 사유
'龍山誌'는 釣隱 李世澤(1716∼1777)이 1775년(영조 51)경에 편성한 책으로, 퇴계 이황의 진성이씨 후손들이 세거하였던 온혜리 근처의 용두산에 대한 역사적 사실과 용수사 관련 내용을 수록하고 있다. 序文에 이어 山川, 寺刹, 紀題, 先賢 遺蹟, 古蹟 등의 순서로 편성하였다. 李世澤은 퇴계 이황의 7세손으로 1753년 문과급제 후 1768년 안동부사를 역임하였고 정조가 즉위하자 대사헌이 되었다. 이 책 외에 1771년경에 『淸凉志』를 편성하였다.
李世澤의 친필본으로 추정되는 유일본이고, 보존상태 또한 양호하므로 유형문화재로 지정한다.

## 참고 문헌
- 안동 용수사 소장 용산지 - 국가유산청 국가유산포털